# Тельний Максим Іванович
Максим Іванович Тельний (нар. 1902, селище шахти № 5, тепер місто Горлівка, Донецька область — пом. 1970) — радянський військовий діяч, начальник політичного відділу Управління прикордонних військ Українського округу МВС-МДБ СРСР, полковник. Депутат Львівської обласної ради депутатів трудящих 2-3-го скликань.

## Біографія
Член РКП(б) з 1920 року.
З 1924 року — у Червоній армії. З 1925 року — на дійсній військовій службі у прикордонних військах ОДПУ СРСР. У 1927—1935 р. — учасник придушення руху басмачів у Середній Азії. Служив політичним керівником маневреної групи 47-го прикордонного загону ОДПУ у місті Керкі Туркменської РСР.
З травня 1938 р. — військовий комісар Орджонікідзевського військового училища імені Кірова. У лютому — квітні 1940 р. — військовий комісар 27-го окремого прикордонного загону НКВС Північно-Західного прикордонного округу.
У квітні — червні 1940 р. — військовий комісар штабу Управління прикордонних військ НКВС Українського округу. У червні — серпні 1940 р. — заступник начальника політичного відділу прикордонних військ НКВС Українського округу. У серпні 1940 — червні 1941 р. — заступник начальника відділу політичної пропаганди прикордонних військ НКВС Українського округу.
Учасник німецько-радянської війни. У липні 1941 — липні 1942 р. — військовий комісар військ НКВС із охорони і оборони тилу Південно-Західного фронту. У липні — жовтні 1942 р. — військовий комісар Управління військ НКВС із охорони тилу Сталінградського фронту. У жовтні 1942 — червні 1943 р. — заступник начальника військ із політичної частини Управління військ НКВС із охорони тилу Донського фронту. У червні — липні 1943 р. — заступник начальника військ із політичної частини — начальник політичного відділу Управління військ НКВС із охорони тилу Центрального фронту. У липні — вересні 1943 р. — заступник начальника військ із політичної частини — начальник політичного відділу Управління військ НКВС із охорони тилу Брянського фронту. У вересні 1943 — квітні 1944 р. — заступник начальника військ із політичної частини — начальник політичного відділу Управління військ НКВС із охорони тилу Прибалтійського фронту.
У квітні 1944 — травні 1951 р. — виконувач обов'язків начальника, начальник політичного відділу Управління прикордонних військ НКВС-МВС-МДБ Українського округу.
У травні 1951 року звільнений із займаної посади, направлений у розпорядження Управління кадрів МДБ СРСР. Наказом МДБ СРСР № 4426 від 2 жовтня 1951 року звільнений у запас за віком.

## Звання
- батальйонний комісар
- полковий комісар
- бригадний комісар (25.08.1941)
- полковник (12.12.1942)

## Нагороди
- орден Трудового Червоного Прапора Узбецької РСР (5.11.1931)
- орден Червоного Прапора (27.03.1942)
- орден Вітчизняної війни 2-го ст. (24.09.1943)
- орден Вітчизняної війни 1-го ст.
- орден Червоної Зірки
- ордени
- медаль «ХХ років РСЧА»
- медаль «За оборону Сталінграда»
- медалі
- почесний знак «Заслужений працівник НКВС»
- бойова зброя Туркменської РСР